# Evolution Championship Series
Pour les articles homonymes, voir Evo (homonymie).
 (juin 2018).
- Si vous ne connaissez pas le sujet, laissez ce bandeau (vous pouvez alors contacter les auteurs).
- Si vous supprimez le contenu mis en cause (vous pouvez préalablement contacter les auteurs),

argumentez précisément cette suppression dans la page de discussion
(un manque de référence n'est pas un argument ; une recherche réelle de référence doit avoir été effectuée, être formellement documentée).
L'Evolution Championship Series, plus couramment appelé Evo, est un événement américain de sport électronique concernant exclusivement des jeux vidéo de combat en un contre un (versus fighting).
La dix-neuvième édition, initialement prévue du 31 juillet au 2 août 2020, est annulée par le comité d'organisation, en raison de la pandémie de maladie à coronavirus.

## Fondateur
L'Evo a été fondé par Tom Cannon, aussi connu pour son travail sur Shoryuken.com, un site internet spécialisé dans les fighting game.

## Système de donation
En général un nombre de jeux est défini à l'avance, un jeu supplémentaire pouvant être choisi en fonction d’un système de donation servant à plusieurs causes humanitaires.
Ainsi pour l'Evo 2013 les joueurs pouvaient faire des donations pour aider à la lutte contre le cancer.
Le jeu ayant reçu le plus de donations se verra ajouté à la liste des jeux du tournoi. Avec 94,683 $ en donations, Super Smash Brothers: Melee était ajouté aux listes.

## Rachat
Le 18 mars 2021, Sony Interactive Entertainment annonce avoir racheté l'événement avec l'aide de l'agence RTS.

## Palmarès

### Série Super Smash Bros.
- - 2007 : Ken (Super Smash Bros. Melee)
  - 2008 : CPU (Super Smash Bros. Brawl)
  - 2009 : Mew2King (Super Smash Bros. Brawl)
  - 2013 : Mang0 (Super Smash Bros. Melee)
  - 2014 : Mang0 (Super Smash Bros. Melee)
  - 2016 : Hungrybox (Super Smash Bros. Melee)
  - 2017 : Salem (Super Smash Bros. for Wii U)
  - 2018 : Lima (Super Smash Bros. for Wii U)
- - 2015 : Armada (Super Smash Bros. Melee)
  - 2017 : Armada (Super Smash Bros. Melee)
  - 2018 : Leffen (Super Smash Bros. Melee)
- - 2015 : ZeRo (Super Smash Bros. for Wii U)
- - 2016 : Ally (Super Smash Bros. for Wii U)
- - 2019 : MKLeo (Super Smash Bros. Ultimate)

### Série Street Fighter
- - 2002 : AfroCole (Super Street Fighter II Turbo)
  - 2006 : A_wolfe (Hyper Street Fighter II)
  - 2008 : Choiboy (Super Street Fighter II Turbo)
  - 2009 : Afro Legends (Super Street Fighter II Turbo HD Remix)
  - 2010 : Snake Eyes (Super Street Fighter II Turbo HD Remix)
  - 2024 : Punk (Street Fighter 6)
- - 2003 : KO (Street Fighter III: 3rd Strike) Daigo (Super Street Fighter II Turbo)
  - 2004 : KO (Street Fighter III: 3rd Strike) Daigo (Super Street Fighter II Turbo)
  - 2005 : Nuki (Street Fighter III: 3rd Strike) Gian (Super Street Fighter II Turbo)
  - 2006 : Nitto (Street Fighter III: 3rd Strike)
  - 2007 : Nuki (Street Fighter III: 3rd Strike) Tokido (Super Street Fighter II Turbo)
  - 2008 : Nuki (Street Fighter III: 3rd Strike)
  - 2009 : Daigo (Street Fighter IV)
  - 2010 : Daigo (Super Street Fighter IV)
  - 2011 : Fuudo (Super Street Fighter IV: Arcade Edition)
  - 2015 : Momochi (Ultra Street Fighter IV)
  - 2017 : Tokido (Street Fighter V)
  - 2019 : Bonchan (Street Fighter V: Arcade Edition)
  - 2022 : Kawano (Street Fighter V: Champion Edition)
- - 2012 : WW.MCZ Infiltration (Super Street Fighter IV: Arcade Edition (Version 2012))
  - 2016 : RZR Infiltration (Street Fighter V)
- - 2013 : DM.MCZ|Xian (Super Street Fighter IV: Arcade Edition (Version 2012))
- - 2010 : Kayane (Super Street Fighter IV Women's Invitational)
  - 2014 : Meltdown Luffy (Ultra Street Fighter IV)
- - 2018 : Problem-X (Street Fighter V: Arcade Edition)[3]
- - 2023 : AngryBird (Street Fighter 6)